# Ministère fédéral du Travail (Autriche)
Pour les articles homonymes, voir Ministère fédéral du Travail.
Le ministère fédéral du Travail, des Affaires sociales, de la Santé, des Soins et de la Protection des consommateurs (en allemand : Bundesministerium für Arbeit, Soziales, Gesundheit, Pflege und Konsumentenschutz, BMASGPK) est le département ministériel responsable de l'emploi, du marché du travail, de la politique familiale et de la jeunesse en Autriche.
Il est dirigé depuis le 3 mars 2025 par la sociale-démocrate Korinna Schumann.

## Histoire
Le ministère fédéral du Travail est créé le 7 janvier 2020 lors de la formation du gouvernement Kurz II. Précédemment, les compétences dans le domaine de l'emploi et du marché du travail étaient exercées soit par le ministère fédéral des Affaires sociales, soit par le ministère fédéral de l'Économie.

## Titulaires depuis 2020
| Nom | Nom                  | Dates du mandat | Dates du mandat | Parti | Gouvernement(s)               |
| --- | -------------------- | --------------- | --------------- | ----- | ----------------------------- |
| | Christine Aschbacher | 7 janvier 2020  | 9 janvier 2021  | ÖVP   | Kurz II                       |
| | Martin Kocher        | 11 janvier 2021 | 3 mars 2025     | Sans  | Kurz II Schallenberg Nehammer |
| | Korinna Schumann     | 3 mars 2025     | en fonction     | SPÖ   | Stocker                       |
| Titre du portefeuille : - depuis 2025 : Travail, Affaires sociales, Santé, Soins et Protection des consommateurs (Arbeit, Soziales, Gesundheit, Pflege und Konsumentenschutz) |                      |                 |                 |       |                               |